# Degithina actista
Degithina actista är en stekelart som först beskrevs av Cameron 1898.  Degithina actista ingår i släktet Degithina och familjen brokparasitsteklar. Inga underarter finns listade i Catalogue of Life.